# 俞粟廬
俞粟廬（1847年—1930年4月），名宗海，別號韜盦，清松江府婁縣（今松江县）人，崑曲家。又通金石學，工書法，重“北碑”，精於書畫鑑定，嘗受聘爲上海收藏家李平書，校其“平泉書屋”所藏。

## 生平
家居郡城西大倉橋堍施家弄。十多歲時在松江提標營習弓馬武藝。光緒七年（1881年），署金山衛守備。後調太湖水師營務處幫辦營務，負責起草文書。光绪廿年（1894年）辭職，苏州望族张履谦請他教授子弟，同時也考证金石和古籍。

早年學於盛澤沈景修，26歲時師從娄县人韩华卿（叶堂的再傳弟子）習得200余出昆曲，發展出“俞派唱法”。吴梅在《俞宗海家传》中说
|  | 盖自瞿起元、钮匪石后，传叶氏正宗者，惟君一人而已...（其唱法）气纳于丹田，声翔于云表，当其举首展喉，如太空晴丝随微风而下，及察其出字吐腔，则字必分开合，腔必分阴阳，而又浑灏流转，运之而自然 |

民国十年（1921年），在百代公司灌錄六張唱片（13隻曲子），次年為昆剧传习所題匾。著有《度曲芻言》。妻王氏，继顾氏、金氏，有一子四女，其中包括後來的昆曲名家俞振飛。1953年俞振飛輯成《粟廬曲譜》行世。